# Adrián Solano
Adrián Solano (Maracay, Venezuela, 21 de octubre de 1994) es un esquiador de fondo venezolano que ha competido desde 2017. Solano ha declarado públicamente su intención de representarse a sí mismo en los Juegos Olímpicos de Invierno.

## Primer viaje
Solano, un chef profesional, fue introducido al esquí de fondo por César Baena, instructor del equipo venezolano, entrenando sobre rollerski los fines de semana en Maracay. Mientras viajaba a un campo de entrenamiento en Suecia, Solano fue detenido por autoridades francesas en el aeropuerto Charles de Gaulle, París, las cuales cuestionaron la viabilidad de un equipo de esquí venezolano y acusándolo de intentar buscar asilo político, y lo regresaron a Venezuela. El joven no pudo proporcionar ni una dirección final a la que llegaría a Suecia, pero su entrenador publicó un correo electrónico de invitación de Tytti Kirvesmies, director deportivo del Mundial de Lahti, que adjuntaba además las planillas de inscripción de toda la delegación venezolana.

## Segundo viaje
Aleksi Valavuori, una personalidad de televisión finlandesa, creó una campaña en GoFundMe que le permitió a Solano viajar a Lahti, Finlandia para competir en el Campeonato Mundial de Esquí Nórdico de 2017. La campaña tenía como meta 4 000 euros, pero logró sobrepasar 4 485 euros en tan solo cuatro días, donde participaron 196 personas. Solano hizo su debut en una típica carrera de clasificación de diez kilómetros sin haber visto nieve antes, saliendo del recorrido después de completar 3,5 kilómetros en más de 39 minutos. Su entrenador César Baena y el hermano de este, Bernardo, ocuparon los puestos 54 y 53, respectivamente, entre 60 competidores, a casi 14 minutos del esquiador que logró el mejor tiempo de la clasificación, el croata Kresimir Crnkovic. Al día siguiente, Solano compitió en el evento clasificatorio para el evento de sprint de estilo libre, patinando en botas clásicas y terminando el trayecto de 1,6 kilómetros en más de 13 minutos.
Varios videos del desempeño de Solano en el evento de diez kilómetros circularon por Internet, los cuales incluyeron múltiples caídas y mucha ayuda de los entrenadores, causando diversos medios los apodaran como el «Peor Esquiador del Mundo» y lo comparasen con Eddie "The Eagle" Edwards, el equipo de Bobsleigh de Jamaica y el nadador guineano Éric Moussambani en los Juegos Olímpicos de Sídney 2000. El presidente Nicolás Maduro ordenó una «fuerte protesta al gobierno francés por afrenta contra deportista venezolano». En una nota de prensa, el ministerio de relaciones exteriores venezolano aclaró la postura del gobierno francés sobre el caso de Solano, declarando que «el embajador francés realizó las aclaratorias correspondientes, esclareciendo los procedimientos y ratificando el respeto por el pueblo venezolano así como el buen ánimo que anima las relaciones entre ambos países».
En Venezuela, ciudadanos se molestaron con la preocupación de que Solano fuese financiado por el gobierno de Maduro para competir durante la recesión económica del país. Solano negó los rumores de que había sido financiado por el gobierno, declarando que fue solo mediante los esfuerzos de Valavuori que puedo competir en Lahti.